# Przyczółek czerniakowski

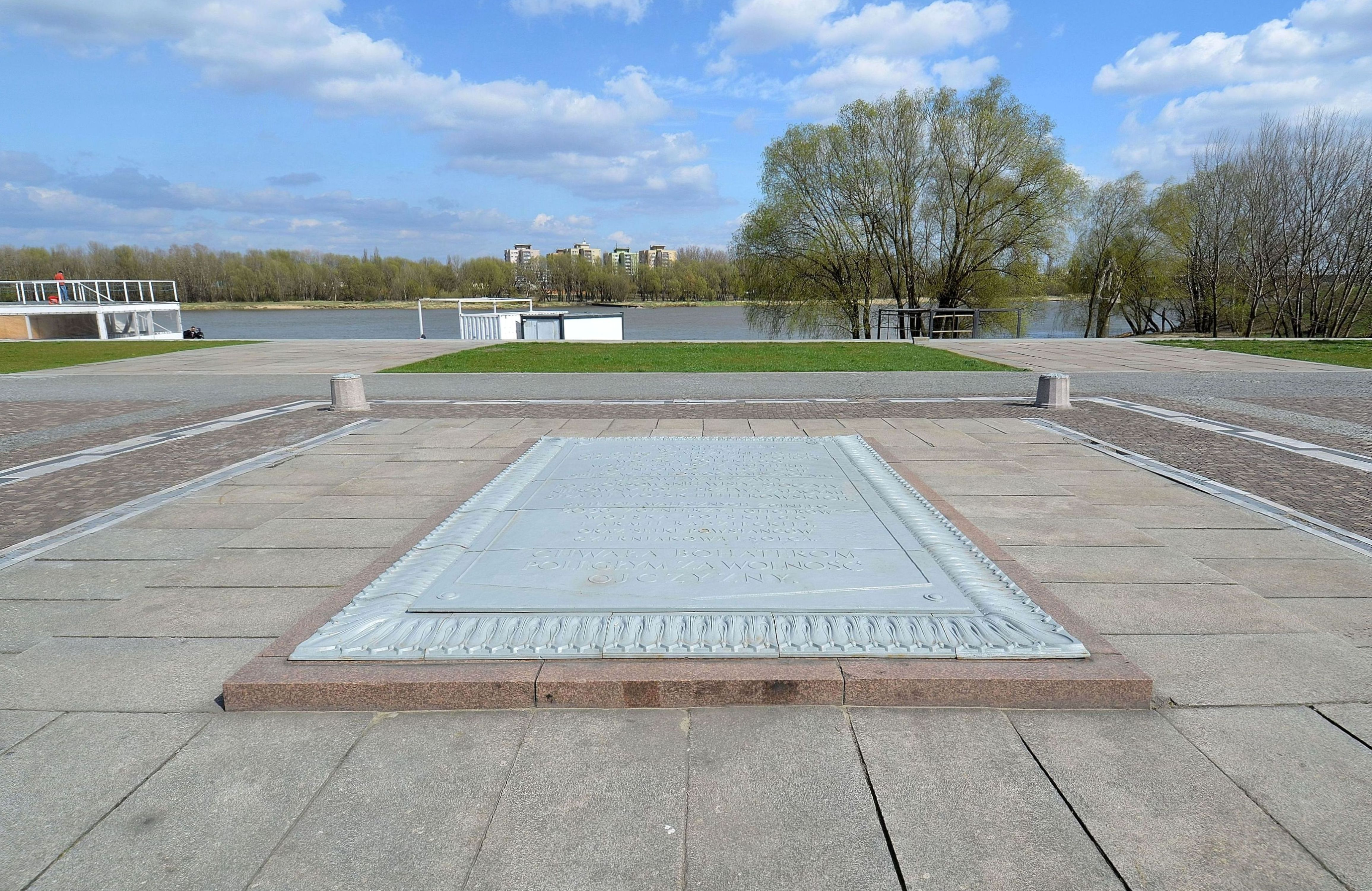
Płyta Desantu 3 Dywizji Piechoty I Armii WP w Warszawie

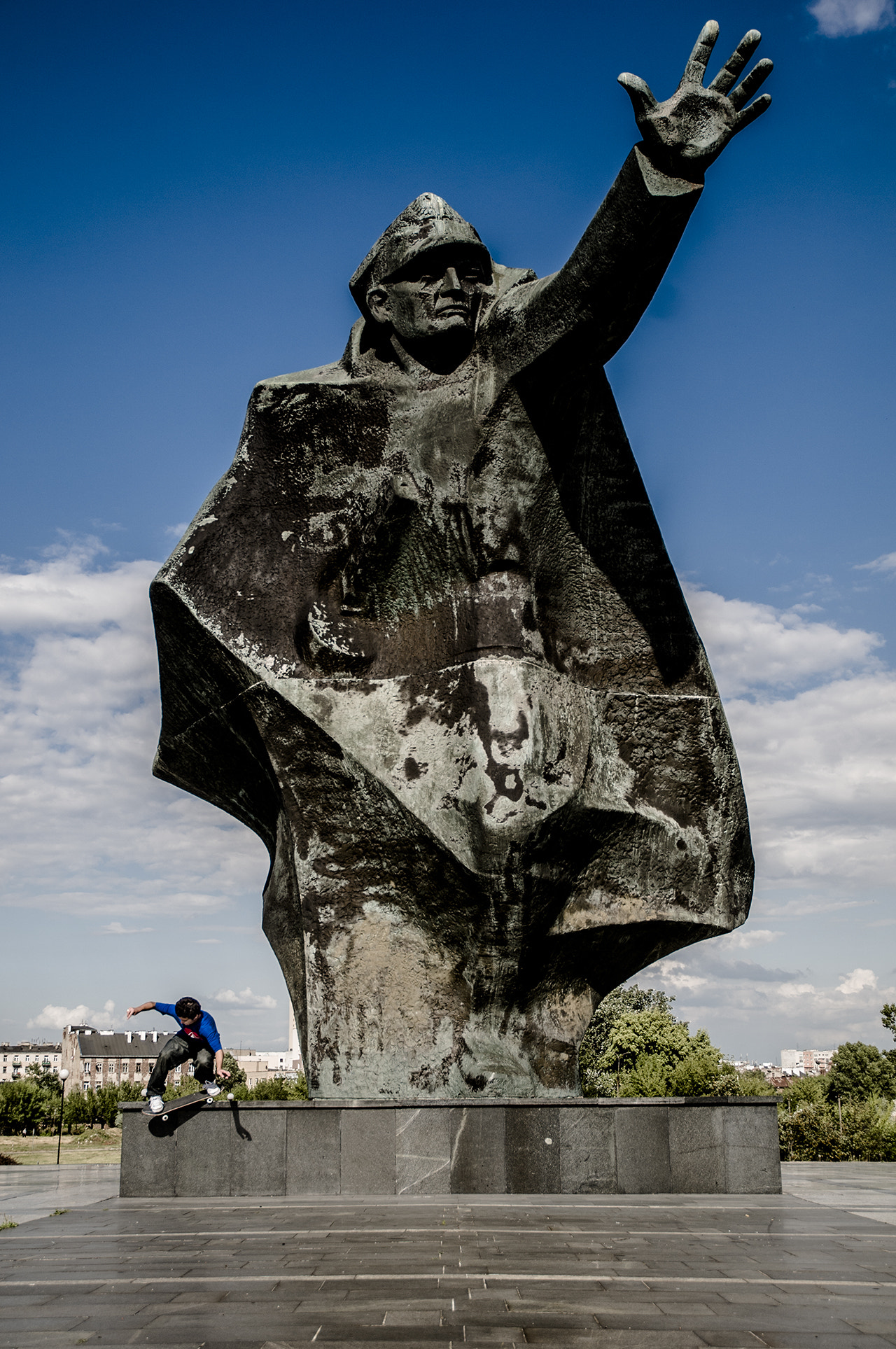
Pomnik Kościuszkowców

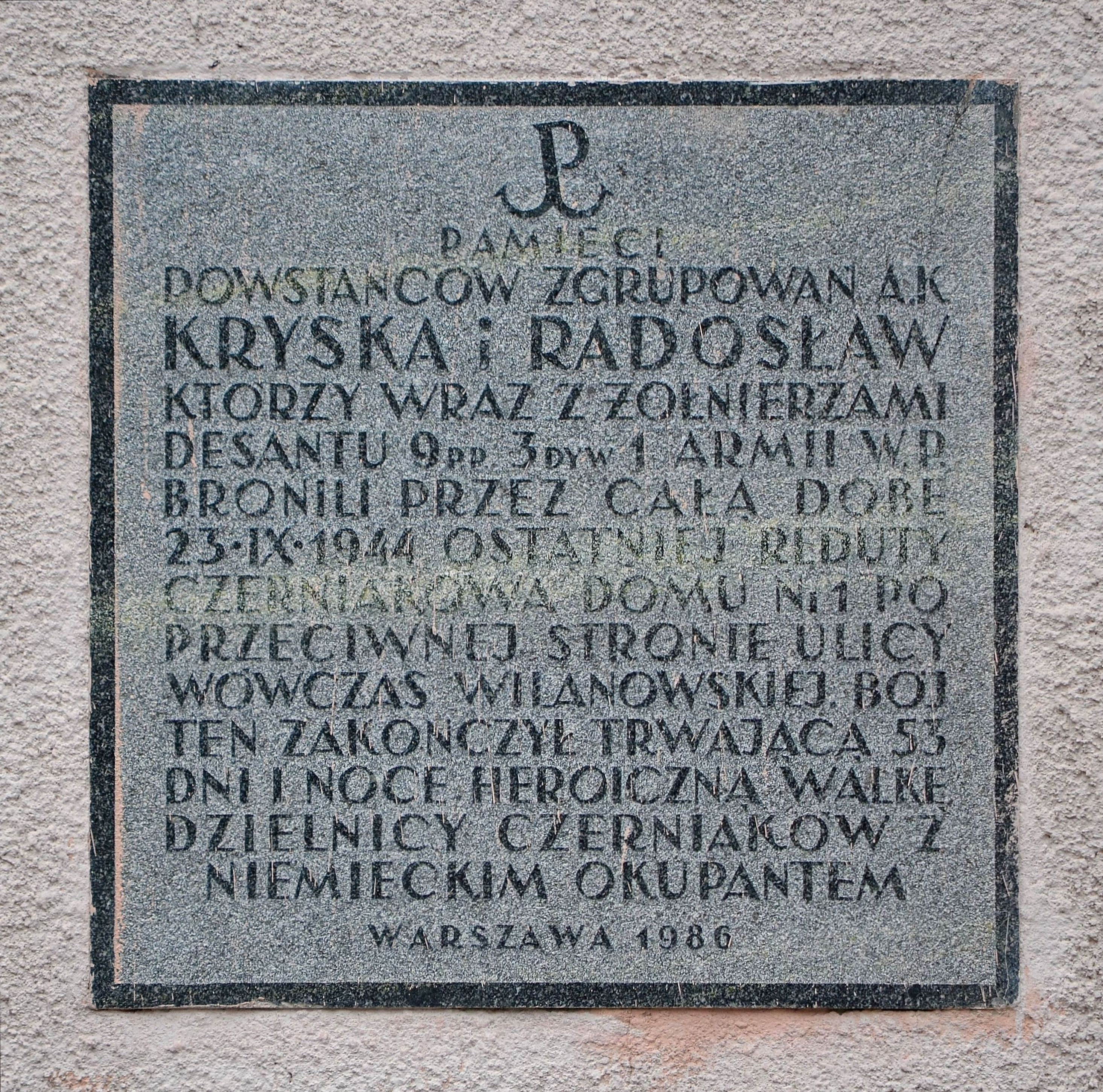
Tablica pamiątkowa przy ul. Solec 57 (od strony ul. Wilanowskiej) upamiętniająca ostatnią redutę powstańczą bronioną 23 września przez żołnierzy Zgrupowania „Kryska”, Zgrupowania „Radosław” i 9 pułku piechoty

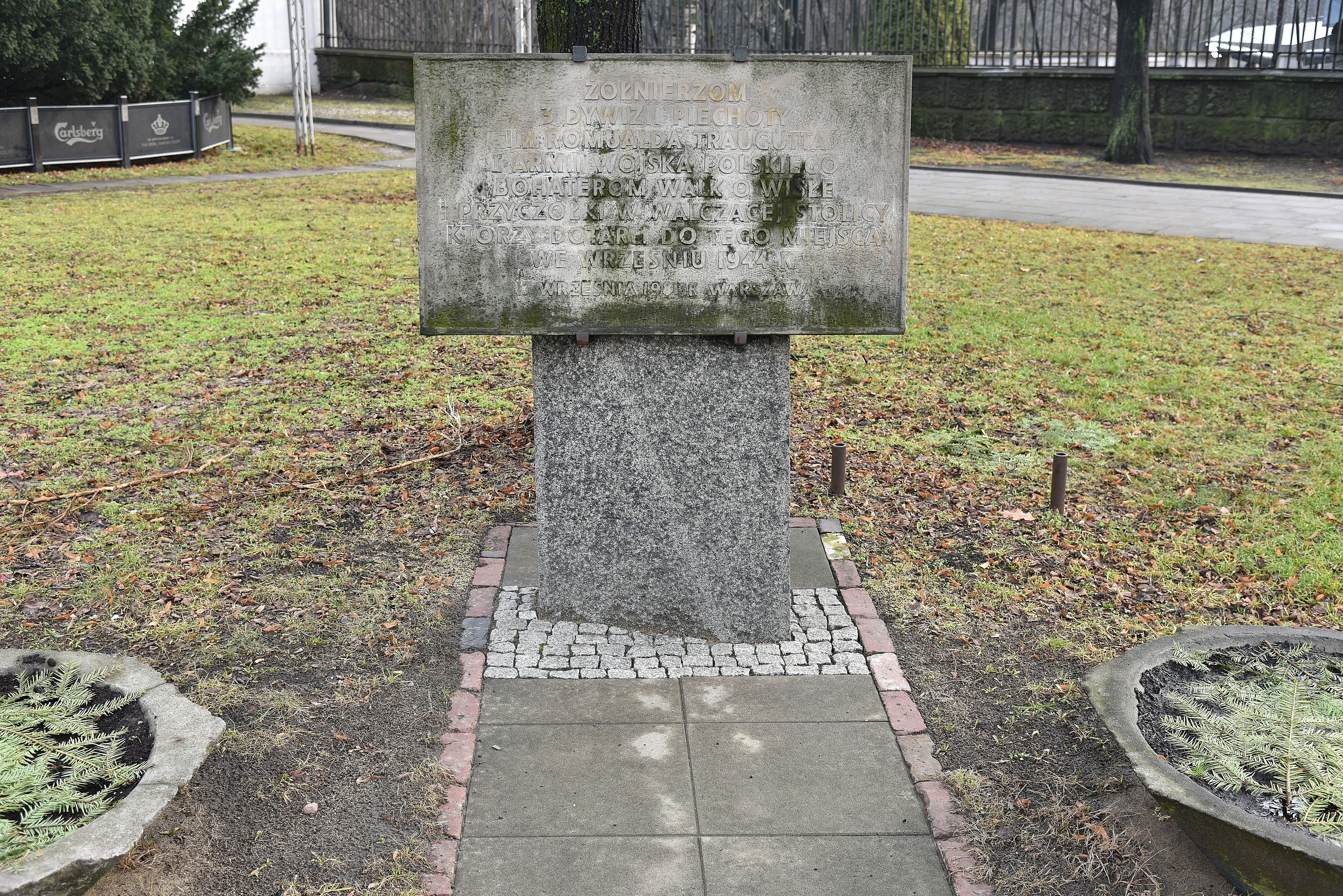
Tablica w Alejach Jerozolimskich 3

Przyczółek czerniakowski – nazwa przyjęta dla miejsca desantu żołnierzy 3 Dywizji Piechoty im. Romualda Traugutta w Warszawie na Górnym Czerniakowie (Solcu) w czasie powstania warszawskiego i późniejszych walk na przyczółku. 
Działania te były częścią zakrojonych na większą skalę walk o przyczółki warszawskie we wrześniu 1944 roku. 

## Historia
15 września w czasie lądowania sił zwiadu berlingowców w godzinach rannych, na przyczółku zginął dowódca kompanii „Rudy” Andrzej Romocki ps. Morro. Najprawdopodobniej przez żołnierzy LWP uznany za Niemca, pomimo biało-czerwonej opaski na niemieckiej panterce. Według relacji świadka jego śmierci – Henryka Kończykowskiego „Halicza” – „Morro” zginął jednak od pojedynczego strzału oddanego od strony mostu Poniatowskiego i domu klubu żeglarskiego, zajętego wtedy przez Niemców.  
W nocy z 15 na 16 września na przyczółek na Solcu przeprawiły się pierwsze oddziały 3 DP. W walkach brali udział żołnierze z 9 pp. Silny ostrzał Wisły sprawił, że podejmowane co noc próby wysłania posiłków z Saskiej Kępy zawodziły. W nocy z 19 na 20 września większość żołnierzy Zgrupowania „Radosław” wycofała się kanałami na Mokotów, a resztki batalionu „Zośka”, Zgrupowania „Kryska” i berlingowców utrzymywały jeszcze jakiś czas obronę ul. Wilanowskiej. Trwała też ewakuacja przez Wisłę. Ostatecznie 23 września padł ostatni punkt oporu na Górnym Czerniakowie – posesja ul. Wilanowska 1.

## Straty 3 DP
W dniach 16–23.09.1944 r. na Przyczółek Czerniakowski przeprawiono 1254 żołnierzy 3 DP (w tym 147 z 7 pp oraz pododdziałów specjalnych 3 DP), z czego poległo i zaginęło (utonęło w Wiśle i zostało wziętych do niewoli) 961 żołnierzy. Tylko 293 żołnierzy powróciło na Saską Kępę (w tym 52 rannych). 
W 8 pp straty wyniosły: 660 zabitych, wziętych do niewoli i zaginionych oraz 80 ewakuowanych rannych. Ponadto 3 DP straty poniosła też na Pradze: 141 zabitych i 489 rannych. W sumie 3 DP straty osiągnęły: 2383 żołnierzy, w tym 1762 zabitych i zaginionych. W porównaniu do stanu wyjściowego z dnia 10.09.1944 r., stanowiło to około 25%. Liczba zabitych z pewnością była większa, bowiem część rannych zmarła w wyniku odniesionych ran już w październiku 1944 roku. Należy też zwrócić uwagę, że 9 pp stracił większość dowódców: mjr Łatyszonek dostał się do niewoli, ranni zostali: mjr Mierzwiński i kpt. Olechnowicz, polegli: zastępca dowódcy 9 pp ds. liniowych ppłk J. Kulicki i por. S. Kononkow.
Do walki na przyczółku miał wejść radziecki, doświadczony w walkach o Stalingrad, 226 Gwardyjski Pułk Strzelecki 74 dywizji z 8 Gwardyjskiej Armii gen. Wasilija Czujkowa. Rozkaz o wsparciu zapadł 20 września o 13.30 i wobec beznadziejnej sytuacji na przyczółku do desantu nie doszło.

## Działania 1 Armii Wojska Polskiego w okresie 15–23 września 1944 roku
19.09.1944 r. o godz. 16.00 8 pp 3 DP przystąpił do forsowania Wisły między mostami Poniatowskiego i średnicowym, w celu rozszerzenia zajętego przyczółka i połączenia się z 9 pp na Czerniakowie. Zamierzony cel nie został osiągnięty – kontratak niemiecki wsparty czołgami sprawił, że jeszcze tego samego dnia koło północy opór 8 pp został złamany, a ostatni żyjący żołnierze w nocy z 21 na 22 września powrócili na praski brzeg. Walka 8 pp trwała łącznie osiem godzin – z 824 przeprawionych żołnierzy na Pragę powróciło zaledwie 164 (w tym 80 rannych), reszta zaś zginęła lub dostała się do niewoli.
W dniach 17 – 23 września 1944 żołnierze 6 pp z 2 DP wsparci bateriami moździerzy z pozostałych pułków oraz własną artylerią zajęli przyczółek na Żoliborzu. Pomimo nawiązania kontaktu z powstańcami nie doszło do połączenia sił i oddział wycofał się z powrotem na drugi brzeg Wisły. Straty 2 DP wyniosły 523 zabitych, rannych i zaginionych.
Równocześnie kilkakrotnie na warszawski brzeg wysyłane były patrole złożone z żołnierzy 1 AWP.

## Upamiętnienia
- Płyta Desantu 3 Dywizji Piechoty I Armii WP, umieszczona na 511 kilometrze Wisły
- Pomnik Powstańców Czerniakowa i Żołnierzy 1 Armii Wojska Polskiego
- Tablica pamiątkowa przy ul. Solec 57 (od strony ul. Wilanowskiej), upamiętniająca żołnierzy Zgrupowania „Kryska”, Zgrupowania „Radosław” i 9 Pułku Piechoty 3 Dywizji Piechoty walczących na ostatniej reducie powstańczej – w kamienicy przy Wilanowskiej 1
- Tablica z piaskowca w Alejach Jerozolimskich 3 (w pobliżu wejścia na dziedziniec Muzeum Wojska Polskiego) upamiętniająca żołnierzy 3 Dywizji Piechoty, którzy dotarli do tego miejsca we wrześniu 1944[3].